# Liste der Baudenkmäler in Sankt Augustin
Die Liste der Baudenkmäler in Sankt Augustin enthält die denkmalgeschützten Bauwerke auf dem Gebiet der Stadt Sankt Augustin im Rhein-Sieg-Kreis in Nordrhein-Westfalen (Stand: Juni 2021). Diese Baudenkmäler sind in der Denkmalliste der Stadt Sankt Augustin eingetragen; Grundlage für die Aufnahme ist das Denkmalschutzgesetz Nordrhein-Westfalen (DSchG NRW).

## Liste der Baudenkmäler
| Bild                                 | Bezeichnung                                                | Lage                                                                         | Beschreibung | Bauzeit | Eingetragen seit | Denkmal- nummer |
| ------------------------------------ | ---------------------------------------------------------- | ---------------------------------------------------------------------------- | --- | --- | ---------------- | --------------- |
| weitere Bilder                       | Missionspriesterseminar                                    | Ort Arnold-Janssen-Straße 30 Karte                                           | | 1913 |                  | 1-01            |
| BW                                   | Ausstattungsgegenstände der Pfarrkirche St. Maria Königin  | Ort Goethestraße 7 Karte                                                     | | |                  | 1-02            |
| weitere Bilder                       | Begrünter Freiraum                                         | Ort Theodor-Storm-Allee Karte                                                | | Anfang der 1920er Jahre |                  | 1-03            |
| BW                                   | Flugzeughalle                                              | Hangelar Flugplatz Karte                                                     | | 1917 |                  | 2-01            |
| BW                                   | Ausstattungsgegenstände der Pfarrkirche St. Anna           | Hangelar Franz-Jacobi-Straße 3 Karte                                         | | |                  | 2-02            |
| weitere Bilder                       | Hochkreuz                                                  | Hangelar Fritz-Pullig-Straße 17 Karte                                        | | 1902 |                  | 2-03            |
| weitere Bilder                       | Hofanlage                                                  | Hangelar Kölnstraße 70 Karte                                                 | | 2. Viertel des 19. Jahrhunderts |                  | 2-04            |
| weitere Bilder                       | Wegekreuz                                                  | Hangelar Ecke Kölnstraße/Josef-Menne-Straße Karte                            | | 1840er Jahre |                  | 2-05            |
| weitere Bilder                       | Wegekreuz                                                  | Hangelar Ecke Kölnstraße/Vilicher Straße Karte                               | | 1762 |                  | 2-06            |
| weitere Bilder                       | Gründerzeitvilla                                           | Hangelar Kölnstraße 204 Karte                                                | | um 1900 |                  | 2-07            |
| weitere Bilder                       | Siegfried-Statue                                           | Hangelar Konrad-Adenauer-Straße Karte                                        | | 1934/35 |                  | 2-08            |
| Fabrikantenvilla                     | Fabrikantenvilla                                           | Hangelar Pützchensweg 17 Karte                                               | | Ende des 19. Jahrhunderts |                  | 2-09            |
| weitere Bilder                       | Fachwerkhaus                                               | Hangelar Kapellenstraße 2 Karte                                              | Heutige Nutzung als Gaststätte | Vor 1824 |                  | 2-10            |
| weitere Bilder                       | Bahnhofsgebäude                                            | Hangelar Udetstraße 12 Karte                                                 | | 1910/11 |                  | 2-11            |
| weitere Bilder                       | Gründerzeithaus                                            | Hangelar Kölnstraße 196 Karte                                                | | um 1910/20 |                  | 2-12            |
| weitere Bilder                       | Hofanlage                                                  | Hangelar Kölnstraße 79 Karte                                                 | | 1746 |                  | 2-13            |
| Mahnmal                              | Mahnmal                                                    | Hangelar Friedhof Sankt Augustin-Hangelar Karte                              | Grabkreuz der sogenannten „Russengräber“, eines Massengrabes russischer Kriegsgefangener, die während des Zweiten Weltkriegs am Flugplatz untergebracht waren. Offizielle Angaben sprechen von 62 beerdigten Personen, Zeitzeugenberichte gehen von deutlich mehr Toten aus. | 1949, instand gesetzt 2023 |                  | 2-15            |
| weitere Bilder                       | Wegekreuz                                                  | Hangelar Burbankstraße/Kapellenstraße Karte                                  | um 1950 an diese Stelle versetzt | 25. Mai 1882 |                  | 2-16            |
| weitere Bilder                       | Wegekreuz                                                  | Hangelar Kölnstraße/Udetstraße Karte                                         | | 1903 |                  | 2-17            |
| BW                                   | Missionskreuz St. Anna                                     | Hangelar Franz-Jacobi-Straße 3 Karte                                         | | Anfang des 20. Jahrhunderts |                  | 2-18            |
| BW                                   | Kloster „Marienau“                                         | Hangelar Graf-Zeppelin-Straße 14 Karte                                       | | |                  | 2-19            |
| BW                                   | Gründerzeitvilla                                           | Hangelar Kölnstraße 58 Karte                                                 | | |                  | 2-20            |
| Fachwerkhaus                         | Fachwerkhaus                                               | Meindorf Am Weiher 4 Karte                                                   | | 18. Jahrhundert |                  | 3-01            |
| Hofanlage                            | Hofanlage                                                  | Meindorf Bahnhofstraße 5 Karte                                               | | 18. Jahrhundert |                  | 3-02            |
| Hofanlage                            | Hofanlage                                                  | Meindorf Bahnhofstraße 8 Karte                                               | Teillöschung 23. August 2004 | 19. Jahrhundert |                  | 3-03            |
| weitere Bilder                       | Wegekreuz                                                  | Meindorf Ecke Bahnhofstraße/Alter Kirchweg Karte                             | | um 1840/50 |                  | 3-04            |
| weitere Bilder                       | Wegekreuz                                                  | Meindorf Geislarer Straße 27 Karte                                           | | 1869 |                  | 3-05            |
| Fachwerkwohnhaus                     | Fachwerkwohnhaus                                           | Meindorf Hofgartenstraße 2a Karte                                            | | 1860/70 |                  | 3-06            |
| Fachwerkwohnhaus                     | Fachwerkwohnhaus                                           | Meindorf Im Uferfeld 8 Karte                                                 | | 18. Jahrhundert |                  | 3-07            |
| Heiligenhäuschen                     | Heiligenhäuschen                                           | Meindorf Ecke Lichweg/Alter Kirchweg Karte                                   | | Zweite Hälfte des 19. Jahrhunderts |                  | 3-08            |
| weitere Bilder                       | Kapelle zur Rosenkranzkönigin                              | Meindorf Liebfrauenstraße 19 Karte                                           | | Juli 1911 – April 1912 |                  | 3-09            |
| Gefallenen-Gedenkstätte              | Gefallenen-Gedenkstätte                                    | Meindorf Liebfrauenstraße 78 Karte                                           | | 1920er Jahre |                  | 3-10            |
| BW                                   | Fachwerkwohnhaus                                           | Menden Am Fronhof 3 Karte                                                    | | Mitte des 18. Jahrhunderts |                  | 4-01            |
| weitere Bilder                       | Grabkreuze                                                 | Menden An der Alten Kirche Karte                                             | | 18. Jahrhundert |                  | 4-02            |
| Fachwerkhaus Alte Schule             | Fachwerkhaus Alte Schule                                   | Menden An der Alten Kirche 2 Karte                                           | | 17. Jahrhundert |                  | 4-03            |
| Fachwerkhaus                         | Fachwerkhaus                                               | Menden An der Alten Kirche 4 Karte                                           | | vor 1824 |                  | 4-04            |
| ehemaliges Pfarrhaus                 | ehemaliges Pfarrhaus                                       | Menden An der Alten Kirche 8 Karte                                           | | 18. Jahrhundert |                  | 4-05            |
| BW                                   | Fachwerkwohnhaus                                           | Menden Augustinusstraße 30 Karte                                             | | 1860/70 |                  | 4-06            |
| Fachwerkwohnhaus                     | Fachwerkwohnhaus                                           | Menden Kirchstraße 4 Karte                                                   | | 18. Jahrhundert |                  | 4-07            |
| Pastorat                             | Pastorat                                                   | Menden Kirchstraße 5 Karte                                                   | | 1906–12 |                  | 4-08            |
| Fachwerkwohnhaus                     | Fachwerkwohnhaus                                           | Menden Kirchstraße 8 Karte                                                   | | 18. Jahrhundert |                  | 4-09            |
| weitere Bilder                       | Pfarrkirche St. Augustinus                                 | Menden Kirchstraße 16 Karte                                                  | | 1890-1892 |                  | 4-10            |
| Alte Burg Menden                     | Alte Burg Menden                                           | Menden Kirchstraße 24 Karte                                                  | Herrenhaus einer größeren Hofanlage; ab 1856 Schule des Amtes Menden | 1799 |                  | 4-11            |
| Fachwerkwohnhaus                     | Fachwerkwohnhaus                                           | Menden Kirchstraße 32 Karte                                                  | | Mitte des 19. Jahrhunderts |                  | 4-12            |
| Fachwerkwohnhaus                     | Fachwerkwohnhaus                                           | Menden Kirchstraße 34 Karte                                                  | | Mitte des 19. Jahrhunderts |                  | 4-13            |
| weitere Bilder                       | Heiligenhäuschen                                           | Menden Kirchstraße 35 Karte                                                  | | zweite Hälfte des 19. Jahrhunderts, im Frühjahr 2001 restauriert und neu angestrichen |                  | 4-14            |
| Fachwerkwohnhaus                     | Fachwerkwohnhaus                                           | Menden Kirchstraße 36 Karte                                                  | | Mitte des 19. Jahrhunderts |                  | 4-15            |
| Hofanlage                            | Hofanlage                                                  | Menden Kirchstraße 44 Karte                                                  | | 18. Jahrhundert |                  | 4-16            |
| weitere Bilder                       | Alter Friedhof                                             | Menden Mittelstraße 14 Karte                                                 | | 1837/1923 |                  | 4-17            |
| weitere Bilder                       | Wegekreuz                                                  | Menden Ecke Raiffeisenstr./Wilhelm-Mittelmeier-Straße/Augustinusstraße Karte | | 1897 |                  | 4-18            |
| Hofanlage                            | Hofanlage                                                  | Menden Siegburger Straße 97 Karte                                            | | 18./19. Jahrhundert |                  | 4-19            |
| weitere Bilder                       | Heiligenhäuschen                                           | Menden Siegburger Straße 110 Karte                                           | | 1898 |                  | 4-20            |
| BW                                   | Fachwerkwohnhaus                                           | Menden Siegburger Straße 134 Karte                                           | | 18. Jahrhundert |                  | 4-21            |
| Fachwerkgebäude                      | Fachwerkgebäude                                            | Menden Siegstraße 28 Karte                                                   | Das Haus wurde am 6. Oktober 2024 durch einen Brand schwer beschädigt. | 18. Jahrhundert |                  | 4-22            |
| weitere Bilder                       | Heiligenhäuschen                                           | Menden Siegstraße 79 Karte                                                   | Errichtet zum Schutz des Wegekreuzes. Am 1. August 2023 bei einem Verkehrsunfall stark beschädigt und danach abgerissen. | 1910, Kreuz von 1762, 1989 und 1996 restauriert |                  | 4-24            |
| weitere Bilder                       | Gut Turmhof                                                | Menden Von-Galen-Straße 2 Karte                                              | | 1860 |                  | 4-25            |
| weitere Bilder                       | Heiligenhäuschen                                           | Menden Ecke Von-Galen-Straße / Fasanenweg Karte                              | | zweite Hälfte des 19. Jahrhunderts |                  | 4-26            |
| Fachwerkwohnhaus                     | Fachwerkwohnhaus                                           | Menden Kirchstraße 30 Karte                                                  | | Mitte des 19. Jahrhunderts |                  | 4-27            |
| weitere Bilder                       | Wegekreuz                                                  | Menden Meindorfer Straße Karte                                               | Statt des Kreuzes wurde an gleicher Stelle 1953 ein Heiligenhäuschen errichtet | 1888, 1990 restauriert |                  | 4-28            |
| Bürgervilla                          | Bürgervilla                                                | Menden Burgstraße 33 Karte                                                   | | 1920er Jahre |                  | 4-29            |
| weitere Bilder                       | Trauerhalle                                                | Menden Friedhof Menden, Mittelstraße (34) Karte                              | | 1960/61 |                  | 4-30            |
| weitere Bilder                       | Brücke über die Sieg zwischen Troisdorf und Sankt Augustin | Menden Karte                                                                 | | 1928/29 |                  | 4-31            |
| BW                                   | Hofanlage                                                  | Menden Siegburger Straße 136 Karte                                           | sog. „Könsgenhof“; von 1905 bis 1966 als Backstube genutzt, Restaurierung 2013–2018 | |                  | 4-32            |
| Fachwerkhaus                         | Fachwerkhaus                                               | Mülldorf Bonner Straße 64 Karte                                              | | 18. Jahrhundert |                  | 5-01            |
| weitere Bilder                       | Pfarrkirche St. Mariä Heimsuchung                          | Mülldorf Gottfried-Salz-Straße 14 Karte                                      | | 1938 |                  | 5-02            |
| weitere Bilder                       | Wegekreuz                                                  | Mülldorf Kapellenplatz Karte                                                 | erinnert an die über Jahrhunderte dort stehenden Kapellen | 1840, restauriert 1988 zum 50. Jahrestag der Mülldorfer Pfarrkirche |                  | 5-03            |
| Fachwerkwohnhaus                     | Fachwerkwohnhaus                                           | Mülldorf Meerstraße 3 Karte                                                  | | 18. Jahrhundert |                  | 5-04            |
| BW                                   | Fachwerkscheune                                            | Mülldorf Meerstraße 14 Karte                                                 | | 19. Jahrhundert |                  | 5-05            |
| Fachwerkwohnhaus                     | Fachwerkwohnhaus                                           | Mülldorf Meerstraße 23 Karte                                                 | Wohngebäude einer ehemaligen Hofanlage | 2. Hälfte des 18. Jahrhunderts |                  | 5-06            |
| weitere Bilder                       | Wegekreuz                                                  | Mülldorf Niederpleiser Straße Karte                                          | stand ursprünglich an der Ecke Niederpleiser Straße/Bonner Straße | 1718 |                  | 5-07            |
| weitere Bilder                       | Gut Friedrichstein                                         | Mülldorf Schulstraße 201 Karte                                               | | 1920er Jahre |                  | 5-08            |
| Lindenhof                            | Lindenhof                                                  | Mülldorf Bonner Straße 83 Karte                                              | heutige Nutzung als Gaststätte | 1928 |                  | 5-09            |
| BW                                   | Grabkreuze                                                 | Mülldorf Friedhof Bonner Straße Karte                                        | | Das älteste wurde 1922 errichtet |                  | 5-10            |
| Alte Schule Mülldorf                 | Alte Schule Mülldorf                                       | Mülldorf Bonner Straße 68 Karte                                              | sogenanntes Haus Mülldorf; unter anderem eines der kleinsten Kinos Deutschlands ist dort beheimatet | 1869 |                  | 5-11            |
| BW                                   | Erweiterungsbau „Alte Schule Mülldorf“                     | Mülldorf Gottfried-Salz-Straße 24 Karte                                      | heute Wohnhaus | 1908 |                  | 5-12            |
| ehemaliges Pfarrhaus                 | ehemaliges Pfarrhaus                                       | Niederpleis Alte Marktstraße 47 Karte                                        | | 1848 |                  | 6-01            |
| weitere Bilder                       | Pfarrkirche St. Martinus                                   | Niederpleis Alte Marktstraße 61 Karte                                        | ältestes Gebäude der Stadt | Westturm aus dem 12. Jahrhundert, andere Gebäudeteile 19. und 20. Jahrhundert |                  | 6-02            |
| Pestkreuz                            | Pestkreuz                                                  | Niederpleis Ecke Freie Buschstraße/Schulstraße Karte                         | Errichtet zur Erinnerung an das Ende der bis zum Antoniustag 1707 in Niederpleis wütenden Pest | Ursprünglich errichtet 1707 an der Ecke Hauptstraße/Pleistalstraße, 1936 durch einen Autounfall zerstört; heutiges Kreuz 1937 neugebaut, 2007 restauriert, zerstört am 26. Dezember 2014, im Juni 2015 wiederaufgebaut. |                  | 6-03            |
| weitere Bilder                       | Fachwerkgebäude                                            | Niederpleis Hauptstraße 43 Teillöschung 4.05.01 Karte                        | | um 1800 |                  | 6-04            |
| Festsaal                             | Festsaal                                                   | Niederpleis Hauptstraße 50 Karte                                             | | 1913 |                  | 6-05            |
| weitere Bilder                       | Burg Niederpleis                                           | Niederpleis Langstraße 1 Teillöschung 15.03.01 Karte                         | | 1872 |                  | 6-06            |
| weitere Bilder                       | Wegekreuz                                                  | Niederpleis Ecke Langstraße/Einfahrt Niederpleiser Burg Karte                | | Ende des 19. Jahrhunderts |                  | 6-07            |
| weitere Bilder                       | Wegekreuz                                                  | Niederpleis Ecke Langstraße/Ölgartenstraße Karte                             | | 1797 |                  | 6-08            |
| Wegekreuz                            | Wegekreuz                                                  | Niederpleis Martinuskirchstraße 20 Karte                                     | | 19. Jahrhundert |                  | 6-09            |
| Wegekreuz                            | Wegekreuz                                                  | Niederpleis Ecke Paul-Gerhardt-Str./Martinuskirchstr. Karte                  | | Ende des 19. Jahrhunderts |                  | 6-10            |
| weitere Bilder                       | Wegekreuz                                                  | Niederpleis Ecke Paul-Gerhardt-Str./neue Schule Karte                        | | 1882 |                  | 6-11            |
| weitere Bilder                       | Niederpleiser Mühle                                        | Niederpleis Pleistalstraße 56 Karte                                          | | 1369 |                  | 6-12            |
| BW                                   | Grabkreuz                                                  | Niederpleis Steinkreuzstraße 17 Karte                                        | | 18. Jahrhundert |                  | 6-13            |
| Wohnhaus                             | Wohnhaus                                                   | Niederpleis Hauptstraße 12a Karte                                            | | 1905 |                  | 6-15            |
| weitere Bilder                       | Alter Bahnhof Niederpleis                                  | Niederpleis Hauptstraße 9 Karte                                              | | 1895 |                  | 6-19            |
| weitere Bilder                       | Schmalspurlokomotive einschl. Lastenkipper                 | Niederpleis Gem. Niederpleis – Niederpleiser Mühle – Karte                   | | 20. Jahrhundert, Mitte 2002 umfassend restauriert | Anfang 2002      | 6-21            |
| Ehem. Volksschule Niederpleis        | Ehem. Volksschule Niederpleis                              | Niederpleis Bönnscher Weg Karte                                              | | 1909/10 |                  | 6-22            |
| Gasthaus                             | Gasthaus                                                   | Niederpleis Hauptstraße 28 Karte                                             | Ursprünglich gehörte zum Denkmal auch der Saalbau Hs.-Nr. 28a/28b. Dieser wurde am 18. Juni 2023 durch einen Brand zerstört, die Ruine später abgerissen und das Gebäude aus der Denkmalliste entfernt.                                                                      | |                  | 6-23            |
| Grablegung                           | Grablegung                                                 | Buisdorf Ecke Am Heiligenhäuschen/Ringstraße Karte                           | Grablegungs-Skulptur, die im 19. Jahrhundert aus Holz gefertigt wurde und aus der alten Kirche in Hangelar stammt | |                  | 7-01            |
| weitere Bilder                       | Siegbrücke der Bundesautobahn 3                            | Buisdorf Karte                                                               | | 1937 für den Verkehr freigegeben |                  | 7-02            |
| weitere Bilder                       | Steifer-Hof                                                | Buisdorf Frankfurter Straße 62 Karte                                         | | um 1860 |                  | 7-03            |
| ehemaliges Fährhaus und Poststation  | ehemaliges Fährhaus und Poststation                        | Buisdorf Michaelsbergstraße 30 Karte                                         | | 19. Jahrhundert |                  | 7-04            |
| Fachwerkwohnhaus                     | Fachwerkwohnhaus                                           | Buisdorf Oberdorfstraße 13 Karte                                             | | 18./19. Jahrhundert |                  | 7-05            |
| Grabkreuz                            | Grabkreuz                                                  | Buisdorf Ringstraße 47 Karte                                                 | | 18. Jahrhundert |                  | 7-06            |
| BW                                   | Ausstattungsgegenstände der Filialkirche St. Georg         | Buisdorf Zissendorfer Straße 11 Karte                                        | | |                  | 7-09            |
| weitere Bilder                       | St. Georgs-Pestkreuz                                       | Buisdorf Ecke Zissendorfer Straße/Kirchplatz Karte                           | | 1755 |                  | 7-10            |
| Fachwerkhaus                         | Fachwerkhaus                                               | Buisdorf Ringstraße 93 Karte                                                 | | um 1800 |                  | 7-11            |
| Fachwerkhaus (Gaststätte)            | Fachwerkhaus (Gaststätte)                                  | Buisdorf Frankfurter Straße 35a Karte                                        | | 1854 |                  | 7-12            |
| Gründerzeithaus (Doppelhausensemble) | Gründerzeithaus (Doppelhausensemble)                       | Buisdorf Frankfurter Straße 13 u. 15 Karte                                   | | 1898 |                  | 7-13            |
| Gehöft                               | Gehöft                                                     | Birlinghoven Am Lauterbach 7 Karte                                           | | vor 1824 |                  | 8-01            |
| Fachwerkwohnhaus                     | Fachwerkwohnhaus                                           | Birlinghoven Am Lauterbach 22 Karte                                          | | um 1825 |                  | 8-02            |
| weitere Bilder                       | Wegekreuz                                                  | Birlinghoven An den Weiden 13 Karte                                          | | 11. Juli 1846 |                  | 8-03            |
| Fachwerkhaus                         | Fachwerkhaus                                               | Birlinghoven An der Kirche 3 Karte                                           | | 18. Jahrhundert |                  | 8-04            |
| Fachwerkwohnhaus                     | Fachwerkwohnhaus                                           | Birlinghoven An der Kirche 8 Karte                                           | | 17. Jahrhundert |                  | 8-05            |
| weitere Bilder                       | Filialkirche St. Mariä Himmelfahrt                         | Birlinghoven Birlinghovener Straße 4a Karte                                  | | 1871-1874 |                  | 8-07            |
| weitere Bilder                       | Wegekreuz                                                  | Birlinghoven Birlinghovener Straße 39 Karte                                  | | um 1900 |                  | 8-08            |
| BW                                   | Grabkreuz                                                  | Birlinghoven Ecke Grabenstraße/Höldersteg Karte                              | | 1667 |                  | 8-09            |
| weitere Bilder                       | Heiligenhäuschen                                           | Birlinghoven Hahnbitzenweg Karte                                             | zu Ehren des Hl. Antonius von Padua | spätestens Anfang des 20. Jahrhunderts |                  | 8-10            |
| weitere Bilder                       | Wegekreuz                                                  | Birlinghoven In der Holle Karte                                              | | 1857 |                  | 8-11            |
| Brodesserhof                         | Brodesserhof                                               | Birlinghoven Mühlenweg 1 Karte                                               | | 18. Jahrhundert |                  | 8-12            |
| weitere Bilder                       | Heiligenhäuschen                                           | Birlinghoven Ecke Pleistalstraße/In der Holle Karte                          | markiert eine ehemalige Unglücksstelle | kurz nach 1863 |                  | 8-15            |
| weitere Bilder                       | Schloss Birlinghoven – Denkmalbereich-Schloss 1            | Birlinghoven Karte                                                           | | 1901–1903 |                  | 8-16            |
| weitere Bilder                       | sog. „Weißes Tor“                                          | Birlinghoven Gemarkung Birlinghoven Karte                                    | | 1920/30 |                  | 8-16*           |
| weitere Bilder                       | Wasserschlösschen Birlinghoven                             | Birlinghoven Schloßstraße 1–7 Karte                                          | | 1800/1903/nach 1945 |                  | 8-17            |
| weitere Bilder                       | Wegekreuz                                                  | Birlinghoven Schloßstraße 1–7 Karte                                          | | 1735 |                  | 8-18            |
| BW                                   | sog. Missionskreuz                                         | Birlinghoven Schloßstraße 20 Karte                                           | inzwischen zerstört und wird daher gelöscht | um 1800 |                  | 8-19            |
| weitere Bilder                       | Grabkreuz                                                  | Birlinghoven Ecke Zur Sonnenuhr/südl. Schlosszufahrt Karte                   | | 1737 |                  | 8-20            |
| Grabkreuz                            | Grabkreuz                                                  | Birlinghoven Birlinghovener Straße 30 Karte                                  | | 17. Jahrhundert |                  | 8-22            |
| BW                                   | Fachwerkscheune                                            | Birlinghoven Am Lauterbach/An der Kirche Karte                               | | um 1800 |                  | 8-23            |
| Wegekreuz                            | Wegekreuz                                                  | Birlinghoven Mühlenweg 3 Karte                                               | | 2. Oktober 1916 |                  | 8-24            |
| Turmuhr                              | Turmuhr                                                    | Birlinghoven Mühlenweg 20 Karte                                              | | 1922 |                  | 8-25            |
| weitere Bilder                       | Sonnenuhr von Schloss Birlinghoven                         | Birlinghoven Zur Sonnenuhr Karte                                             | 1920 für den Schlosspark erworben, im November 2000 aufgestellt durch die Stadt Sankt Augustin | Ende des 16. Jahrhunderts |                  | 8-26            |

## Gelöschte Baudenkmäler
| Bild | Bezeichnung      | Lage                                | Beschreibung | Bauzeit | Eingetragen seit | Denkmal- nummer |
| ---- | ---------------- | ----------------------------------- | --- | ------- | ---------------- | --------------- |
| BW   | Hofanlage        | Hangelar Kölnstraße 75 Karte        | gelöscht § 3(4) 22.06.99 |         |                  | 2-14            |
| BW   | Saalbau          | Niederpleis Hauptstraße 28a/b Karte | Ursprünglich zusammengehörend mit Denkmal Gasthaus Hs.-Nr. 28. Der Saalbau wurde am 18. Juni 2023 durch einen Brand zerstört, die Ruine später abgerissen und das Gebäude im August 2023 aus der Denkmalliste entfernt. |         |                  | 6-23            |
| BW   | Fachwerkwohnhaus | Buisdorf Steiferhofstraße 7 Karte   | |         |                  | 7-07            |
| BW   | Scheune          | Buisdorf Zissendorfer Str. 2 Karte  | |         |                  | 7-08            |